# Сен-Сиран
Аббат Сен-Сира́н (собств. Жан дю Вержье де Оранн, фр. Jean du Vergier de Hauranne, abbé de Saint-Cyran; 1581, Байонна — 1643, Париж) — французский церковный деятель, друг и соратник Янсения, глава французских янсенистов.

## Биография
Происходил из богатой семьи. Первоначальное образование получил в иезуитском колледже, позднее изучал философию в Сорбонне. В начале 1600-х гг. изучал богословие в католическом университете в Лёвен, где заслужил похвалу Юста Липсия. Вероятно в Лёвене Жан дю Вержье познакомился с Корнелием Янсением. В 1605 году Дю Вержье и Янсений приезжают в Париж, посещают лекции Эдмонда Рише, основательно изучают теологические труды: Писание, решения вселенских соборов, труды отцов церкви, в том числе Августина. В 1620 году дю Вержье получает аббатство Сен-Сиран-эн-Бренн. Ришельё консультировался у дю Вержье по вопросам теологии и отзывался в ту пору о нём, как о «самом учёном муже Европы». Со временем Сен-Сиран оставил занятия наукой, убеждённый, что страсть к знанию скорее повредила ему «ибо усилия в интеллектуальном плане возбуждают лишь гордость, вызываемую похвалами тех, кого свет именует своими мудрецами». Выступал против компромиссов, расслабленности, «обмирщения» церковной жизни, за возрождение чистоты раннехристианского учения. С 1623 года поддерживал отношения с Пор-Роялем, стал духовником аббатиссы Анжелики Арно, проводившей в монастыре реформу монашеской жизни. С 1636 года становится настоятелем Пор-Рояля. Обладая даром духовного наставника, оратор, владеющий кратким, но убедительным слогом, прямолинейный и цельный человек, Сен-Сиран снискал себе поклонников, в том числе из аристократических и учёных кругов. При загородном Пор-Рояле, который в качестве резиденции избрал Сен-Сиран, образовалось поселение отшельников — людей, оставивших светские обязанности, но не принявших монашеского обета.
15 мая 1638 года Сен-Сиран был обвинён в ереси и арестован по приказанию Ришельё. Бумаги, принадлежащие аббату, досконально изучили, однако ничего противозаконного в них не обнаружили. Сен-Сиран находился в заключении в Венсеннском замке пять лет и был освобождён только после смерти Ришельё и незадолго до своей собственной смерти.